# スルチ川 (ベラルーシ)
スルチ川（北スルチ川）（スルチがわ、きたスルチがわ、ベラルーシ語: Случ(Паўночная Случ)）はベラルーシ・ミンスク州、ホメリ州、ブレスト州を流れる河川である。
プリピャチ川左岸の支流であり、全長228km、流域面積5280km²、河口から46km地点での水量は 20,3m³/秒。流域の最大の自治体はスルツクである。河川名は湾曲、屈曲を意味するлукаあるいはизлучина（類義語）とみられる。